# Chikatetsu-Akatsuka (métro de Tokyo)
Chikatetsu-Akatsuka (地下鉄赤塚駅, Chikatetsu-Akatsuka-eki) est une station du métro de Tokyo sur les lignes Fukutoshin et Yūrakuchō dans l'arrondissement de Nerima à Tokyo. Elle est exploitée par le Tokyo Metro.

## La station
La station se compose d'un quai central encadré par 2 voies, partagées par les lignes Fukutoshin et Yūrakuchō.
En moyenne, 35 673 voyageurs ont fréquenté quotidiennement la station en 2015.
La gare de Shimo-Akatsuka de la ligne Tōbu Tōjō est située à proximité de la station.

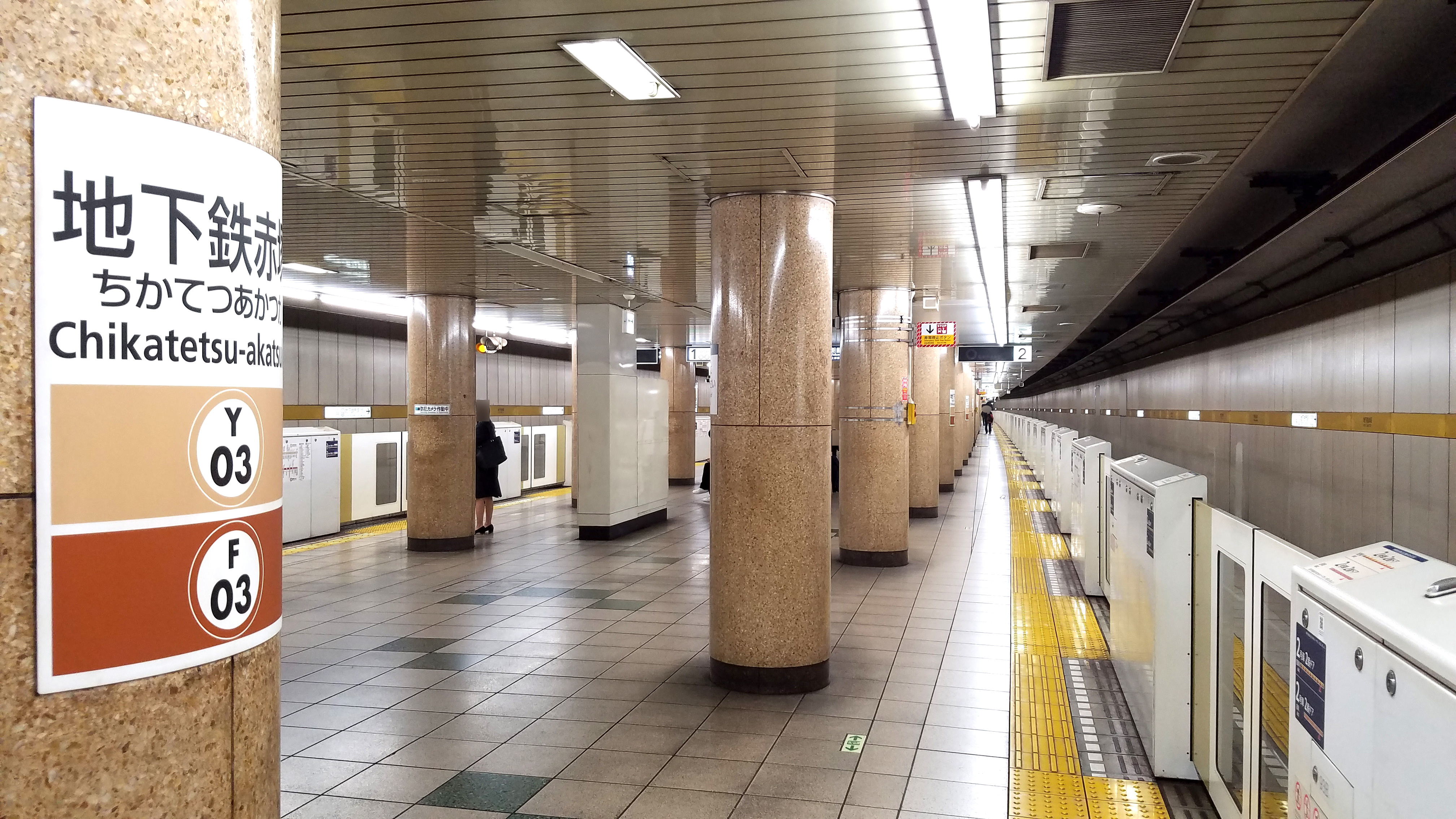
Quai de la station
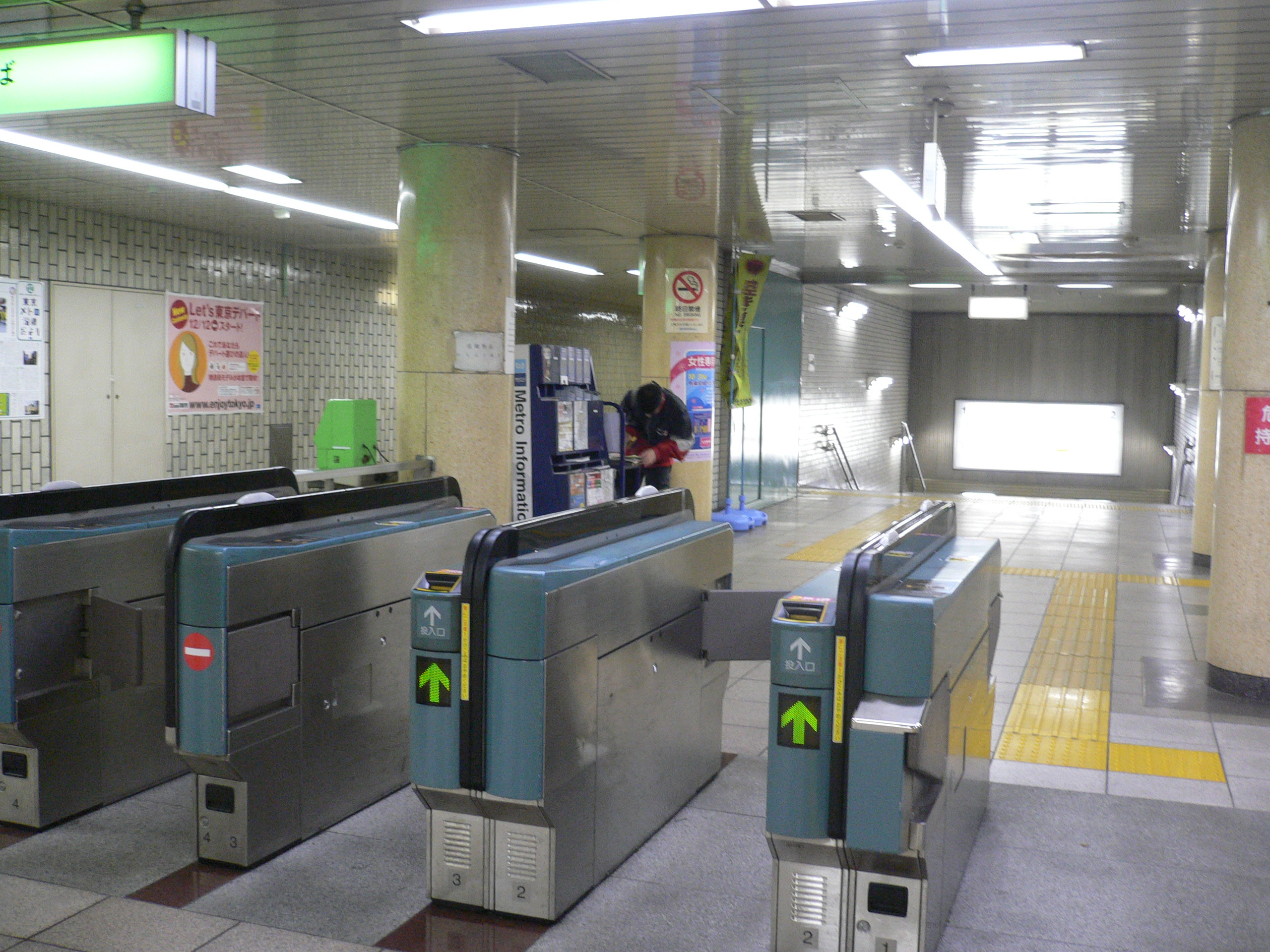
Ligne de contrôle

## Histoire
La station a été inaugurée le 24 juin 1983 sur la ligne Yūrakuchō. La ligne Fukutoshin y arrive le 14 juin 2008.